# FLY (真心ブラザーズの曲)
『FLY』は、真心ブラザーズの27枚目のシングル。2001年8月8日にKi/oon Recordsから発売された。
朝日放送・テレビ朝日系「熱闘甲子園」2001年8月放送のオープニングテーマに採用している。
尚カップリング曲の「FLY #2」は、「FLY」よりもスローテンポなアレンジの作品に仕上がり、上述番組のエンディングテーマや、時折挿入歌としても使用されていた。

## 収録曲
3曲共に作詞・作曲：YO-KING、編曲：島田昌典
1. FLY
2. FLY #2
3. FLY instrumental

### 収録作品
| 発売日         | タイトル                                                      |
| -------------- | ------------------------------------------------------------- |
| 2001年11月21日 | オリジナル・アルバム『夢の日々〜SERIOUS & JOY〜』(#13)        |
| 2002年7月24日  | オムニバス・アルバム『一番熱かった夏 〜熱闘甲子園の歌〜』(#9) |